# Walter Schmidt (Politiker, 1912)
Walter Schmidt auch Schmidt-Tschuppert (* 20. März 1912 in Bern; † 20. Juli 1996 in Menziken), reformiert, heimatberechtigt in Bern, war ein Schweizer Politiker (SP).

## Biografie

### Familie und Beruf
Walter Schmidt, Sohn des Ewald Schmidt sowie der Marie geborene Dähler, absolvierte nach abgelegter Matura ein Bauingenieursstudium. Schmidt hatte in der Folge die Leitung eines eigenen Hoch- und Tiefbauplanungsbüros in Lenzburg inne. Walter Schmidt – er heiratete in erster Ehe 1936 Elfriede, die Tochter des Gottfried Aeschlimann, in zweiter Ehe 1986 Rita, die Tochter des Alfred Tschuppert – verstarb am 20. Juli 1996 vier Monate nach Vollendung seines 84. Lebensjahres in Lenzburg.

### Politische Laufbahn
Der der Sozialdemokratischen Partei (SP) Beigetretene hatte von 1949 bis 1964 Einsitz im Aargauer Grossrat. 1963 wählte ihn das Volk in den Nationalrat, dem er bis 1971 angehörte. Der politische Einsatz Schmidts, der sein ganzes Leben in der sozialen Wohnbaugenossenschaft Lenzburg aktiv war, galt auf nationaler Ebene Minderprivilegierten, insbesondere kinderreichen Familien, sowie dem sozialen Wohnungsbau. Schmidt war führend an der Ausarbeitung des eidgenössischen Wohneigentumsgesetzes von 1974 beteiligt.